# 弗爾赫尼卡市鎮

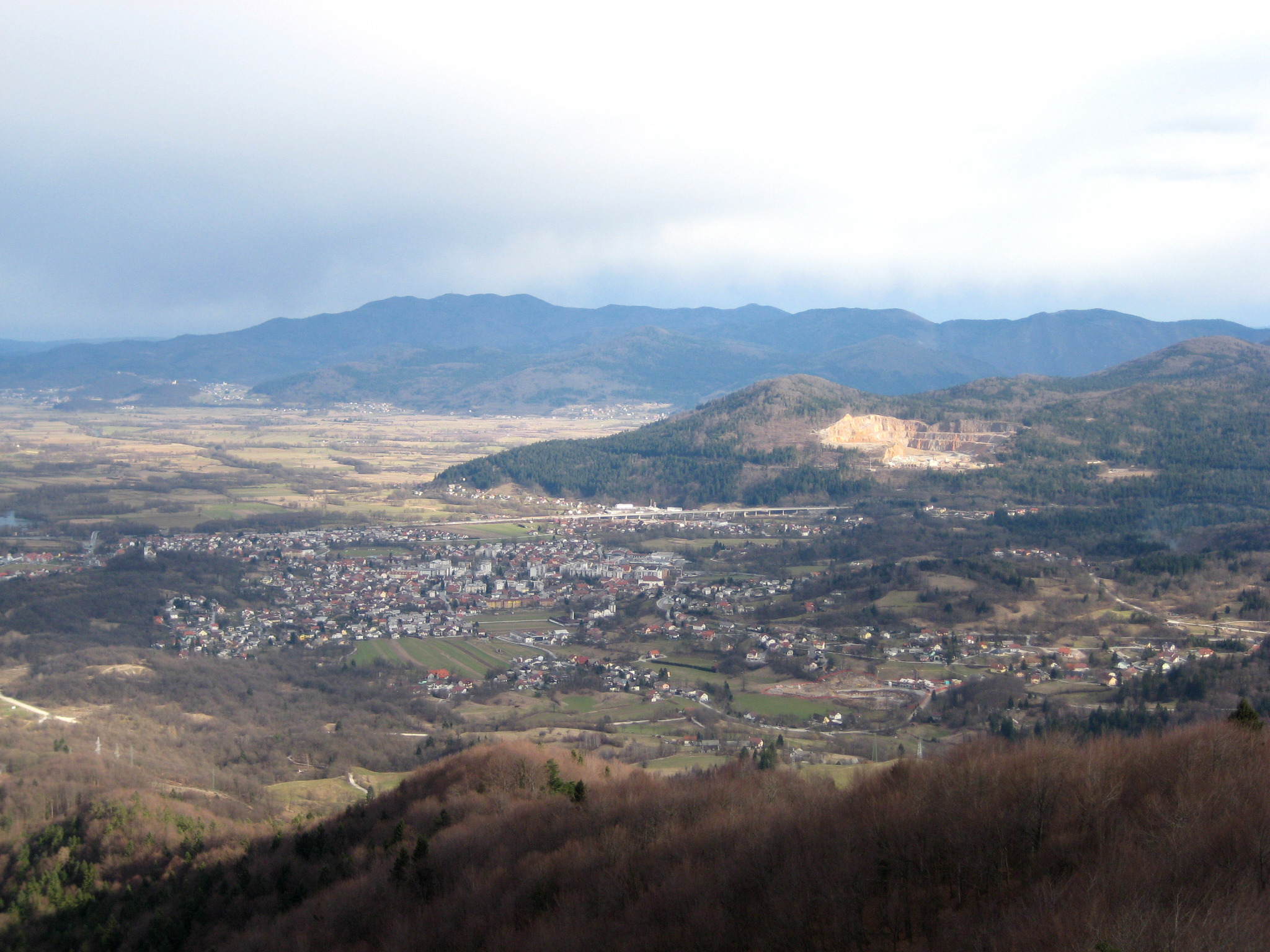
弗爾赫尼卡

45°58′N 14°18′E / 45.967°N 14.300°E
弗爾赫尼卡市鎮，是斯洛文尼亞中西部的一個市镇，行政中心为弗爾赫尼卡，傳統上屬於內卡尼奧拉地區。市镇面積为116平方公里，2012年人口16,477，人口密度每平方公里140人。